# اودوار برئو
اودوار برئو (انگلیسی: Oddvar Brå؛ ۱۶ مارس ۱۹۵۱ – ) اسکی‌باز صحرانوردی اهل نروژ بود.